# Italienische Badmintonmeisterschaft 2024
Die Italienische Badmintonmeisterschaft 2024 fand vom 22. bis zum 24. November 2024 in Chiari statt.

## Medaillengewinner
| Veranstaltung | Gold                             | Silber                       | Bronze                               |
| ------------- | -------------------------------- | ---------------------------- | ------------------------------------ |
| Herreneinzel  | Fabio Caponio                    | Alessandro Gozzini           | Christopher Faurum Vittoriani        |
| Herreneinzel  | Fabio Caponio                    | Alessandro Gozzini           | Luca Zhou                            |
| Dameneinzel   | Yasmine Hamza                    | Emma Piccinin                | Lidia Rainero                        |
| Dameneinzel   | Yasmine Hamza                    | Emma Piccinin                | Gianna Stiglich                      |
| Herrendoppel  | Alessandro Gozzini Luca Zhou     | Matteo Massetti David Salutt | Gianmarco Bailetti Simone Piccinin   |
| Herrendoppel  | Alessandro Gozzini Luca Zhou     | Matteo Massetti David Salutt | Marco Danti Ruben Fellin             |
| Damendoppel   | Martina Corsini Emma Piccinin    | Sofia Galimberti Anna Hell   | Martina Moretti Chiara Passeri       |
| Damendoppel   | Martina Corsini Emma Piccinin    | Sofia Galimberti Anna Hell   | Alice Kerry Pellizzari Lidia Rainero |
| Mixed         | Gianmarco Bailetti Emma Piccinin | David Salutt Martina Corsini | Ruben Fellin Sofia Galimberti        |
| Mixed         | Gianmarco Bailetti Emma Piccinin | David Salutt Martina Corsini | Enrico Baroni Chiara Passeri         |